# Adenocarpus foliolosus
Adenocarpus foliolosus là một loài thực vật có hoa trong họ Đậu. Loài này được (Aiton) DC. miêu tả khoa học đầu tiên.